# Evania hewitti
Evania hewitti är en stekelart som beskrevs av Cameron 1908. Evania hewitti ingår i släktet Evania och familjen hungersteklar. Inga underarter finns listade i Catalogue of Life.